# Melilotus spicatus
Melilotus spicatus é uma espécie de planta com flor pertencente à família Fabaceae. 
A autoridade científica da espécie é (Sm.) Breistr., tendo sido publicada em Bulletin de la Société Botanique de France 103: Sess. Extraord. 82, 127. 1956.

## Portugal
Trata-se de uma espécie presente no território português, nomeadamente em Portugal Continental.
Em termos de naturalidade é nativa da região atrás indicada.

## Protecção
Não se encontra protegida por legislação portuguesa ou da Comunidade Europeia.